# Dragica Sekulić
Dragica Sekulić (ur. 1980 w Titogradzie) – czarnogórska polityk, minister gospodarki od 28 listopada 2016 do 2020.
Jest absolwentką inżynierii elektrycznej na Uniwersytecie Czarnogóry w Podgoricy. Koordynowała projekty związane z energetyką: należała m.in. do Zespołu Ekspertów ds. Zrównoważonego Rozwoju, w 2013 roku prowadziła negocjacje unijne dotyczące energetyki. Sprawowała funkcję radcy, a później wiceministra w Ministerstwie Gospodarki. 28 listopada 2016 została ministrem gospodarki w rządzie Duško Markovića. W wyborach w 2020 roku uzyskała miejsce w Parlamencie Czarnogóry.